# Лаура Лопес Валле
Ла́ура Ло́пес  (ісп. Laura López, 24 квітня 1988) — іспанська спортсменка, спеціалістка з синхронного плавання, олімпійська медалістка.

## Виступи на Олімпіадах
| Олімпіада  | Дисципліна | Місце |
| ---------- | ---------- | ----- |
| Пекін 2008 | командні   | 2     |